# Менелай (син на Аминта III)
Вижте пояснителната страница за други личности с името Менелай.
Менелай (на старогръцки: Μενέλαος, Menelaos, † 347 г. пр. Хр.) е македонски принц.
Той е син на Аминта III Македонски († 370 г. пр. Хр.) и втората му съпруга Гигая. Брат е на Архелай и Архидай.
Според Марк Юниан Юстин той е екзекутиран по нареждане на полубрат му Филип II Македонски през 347 г. пр. Хр. след завладяването на Олинт. 